# عمر الراجحي
عمر الراجحي، (1951 - 17 أغسطس 2019)، مطرب ومؤلف وملحن كويتي معتزل، ويعد من أبرز مطربي الفن شعبي الخليجي والكويتي.

## عن حياته
ولد الفنان عمر مطلق عمر سعد الراجحي في مدينة الكويت، وهو من جيل المطربين الذين ظهروا في نهاية الستينيات، فكتب كلمات الأغنيات ووضع ألحاناً لها تتعلق بفنون منطقة الخليج والجزيرة العربية وغناها، ويعتبر من الجيل المخضرم الذي عاصر رواد الأغنية الشعبية الكويتية في أوج التوهج والعطاء، وعاصر عدة مطربين من جيله، وبرزت شهرته محليا وخليجيا بعد غنائه قصيدة «يا حسين انا عيني سهيرة ما تذوق المنام»، حيث انتشرت هذه الاغنية التي كتبها الشاعر مطلق نهار المطيري بصوته أكثر من انتشارها عندما تغنت بها فرقة الجهراء للفنون الشعبية في أواخر السبعينيات، وأصبحت هذه الاغنية تغنى في الحفلات الغنائية العامة والخاصة والأعراس بشكل لا يوصف، وامتلك من بعدها قاعدة جماهيرية كبيرة واصبح من المطربين المميزين في الفن الشعبي الخليجي بجانب رفقائه المطرب حبيب الدويلة والراحل بنيان البذالي وبطي البذالي وآخرين.

## أشهر الاغاني التي غناها
- يا حسين انا عيني سهيرة ما تذوق المنام.
- حورية من البحرين.
- الجواهر والعنود.
- ودار الشمال.
- يا زين زولج.
- خلي الزعل.
- ساريا الليل.
- الزين بينة رسومه.
- حان وقت السفر.
- انا مسافر عن ديارك.
- كلامك صح.
- الله من قلب.
- سمرة كويتية دانة خليجية.
- لي بنت عم ماتجي درب الادناس.
- على العقيق.
- موقف غرام.

## وفاته
توفي الفنان عمر الراجحي في مساء يوم السبت الموافق 17 أغسطس عام 2019 بعد صراع طويل مع المرض عن عمر ناهز ال68 عاما.